# Baie-Saint-Paul
Baie-Saint-Paul é uma cidade na província de Quebec no Canadá.